# MTV Europe Music Award para Melhor Artista Rock

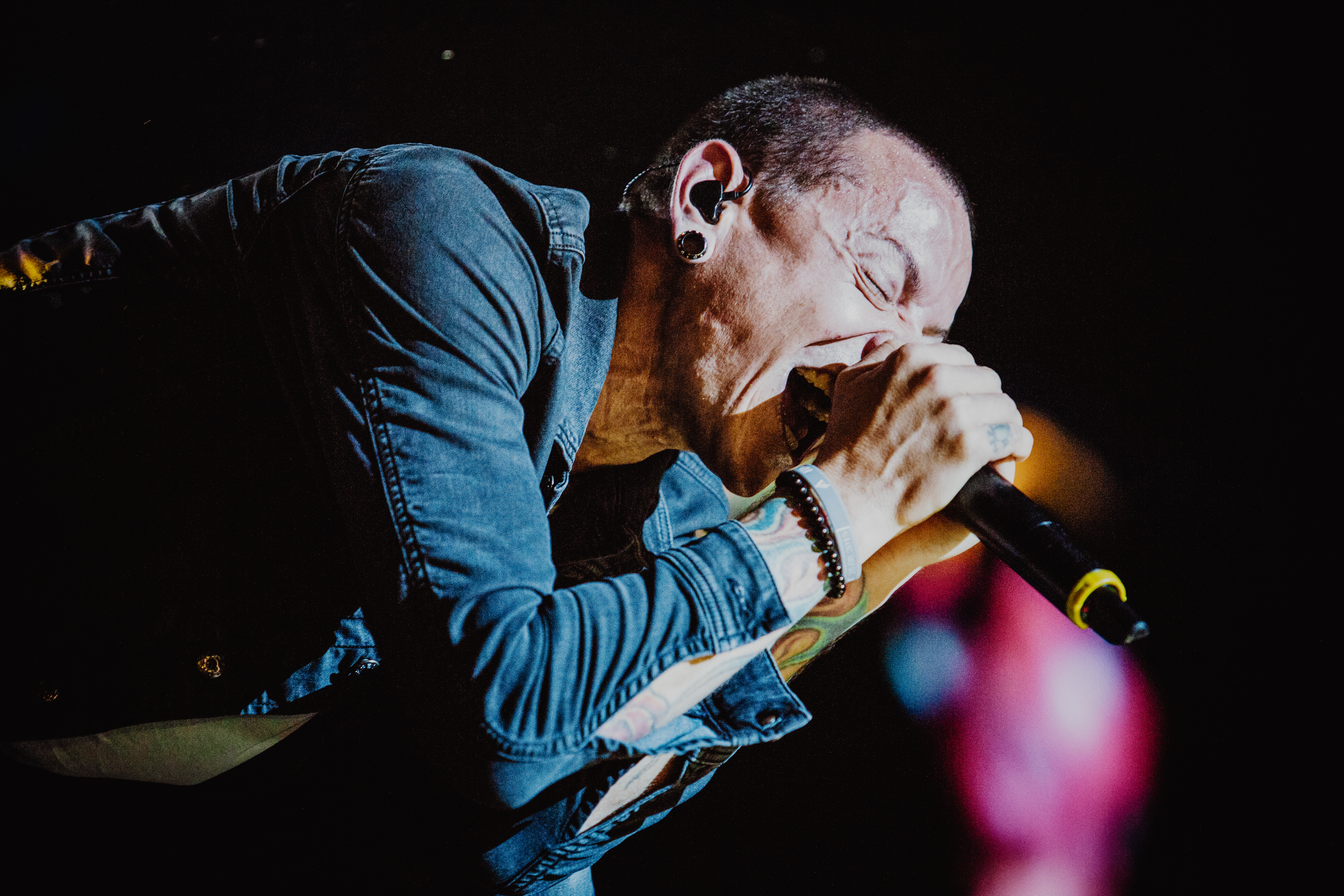
A banda americana Linkin Park está entre os maiores vencedores da categoria, com cinco prêmios entre 2004 e 2014. Para além disso, recebeu o prêmio de Melhor Artista Hard Rock, na única edição do MTV EMA em que este foi entregue, em 2002.

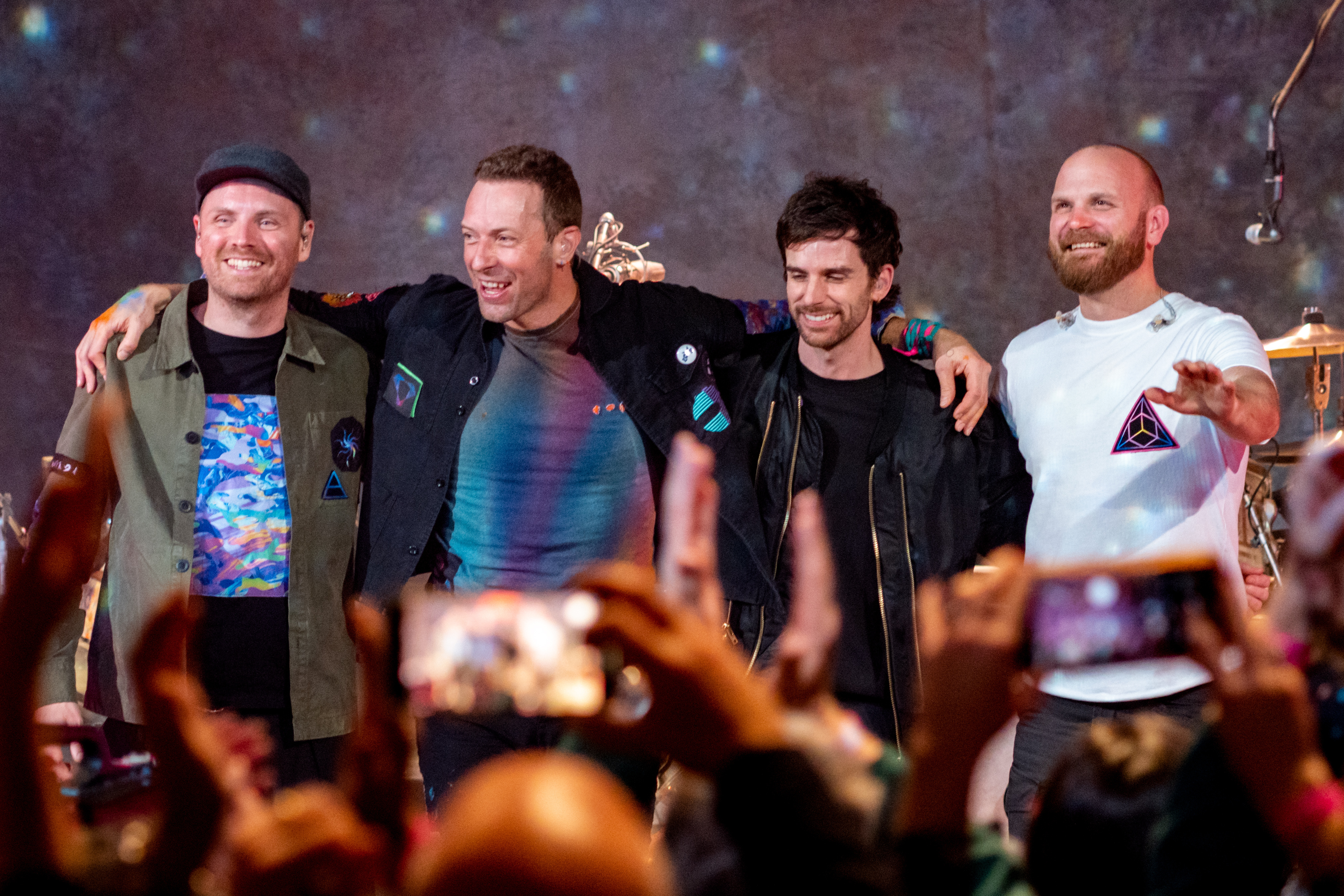
O grupo Coldplay detém o recorde de indicações para Melhor Artista Rock, com onze nomeações entre 2002 e 2024, tendo vencido quatro vezes, entre 2016 e 2020. Como tal, são a banda europeia mais premiada neste categoria. É a banda que venceu o prêmio mais vezes consecutivas, com três vitórias entre 2015 e 2017.

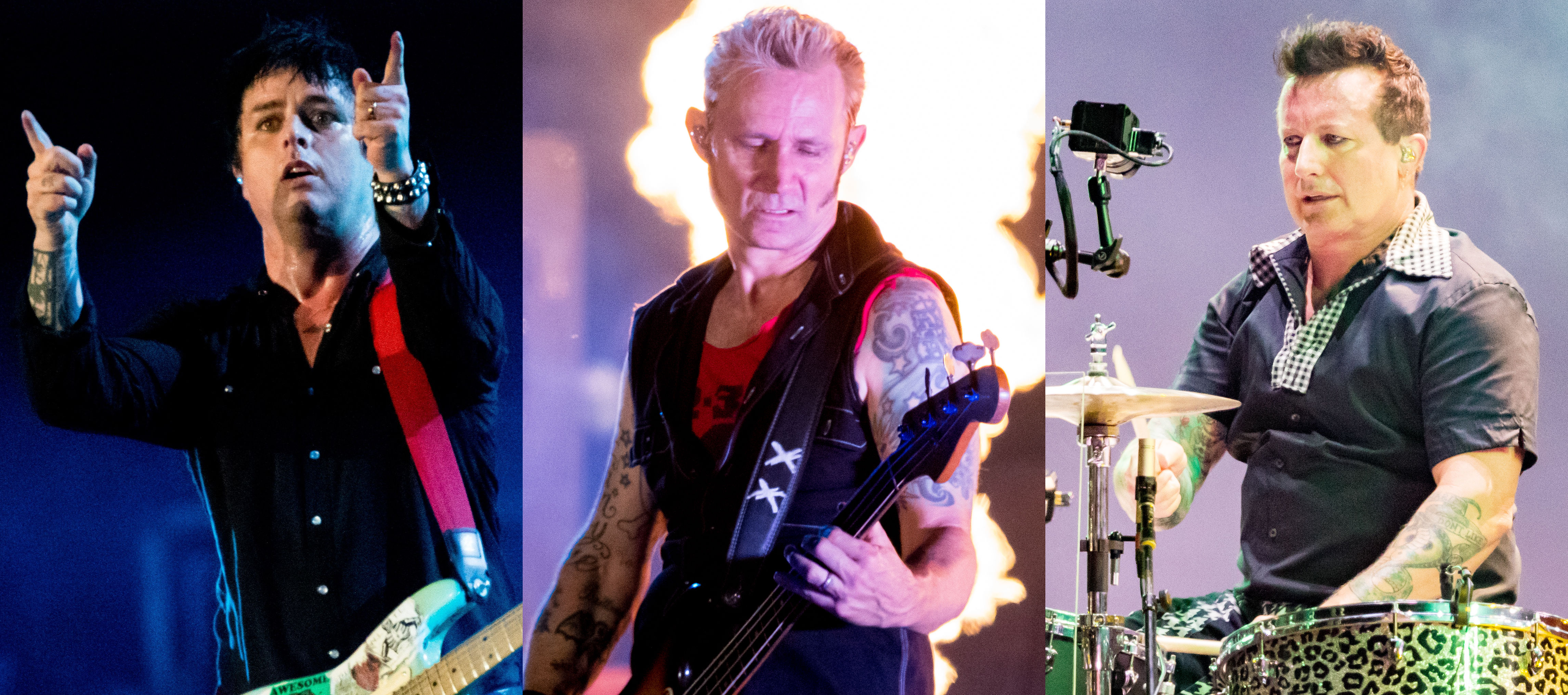
Das onze indicações que recebeu, entre 2004 e 2024, a banda americana Green Day venceu quatro, entre 2005 e 2019, sendo uma das três bandas mais premiadas.

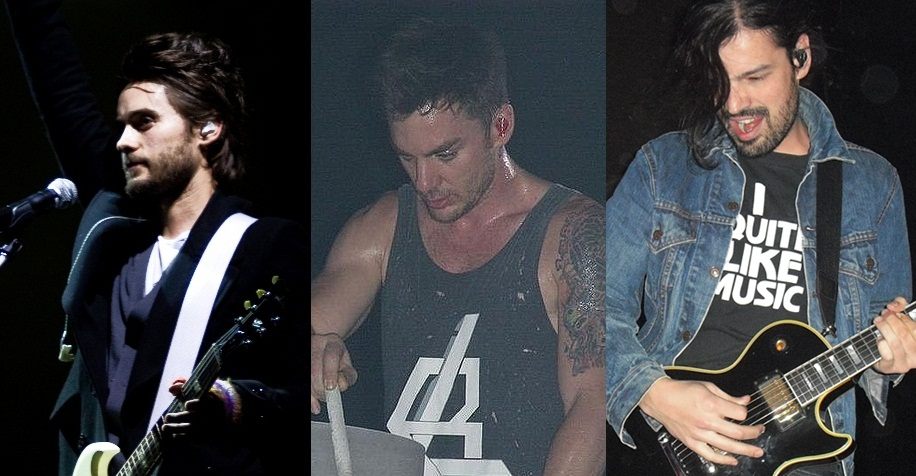
A banda americana Thirty Seconds to Mars venceu todas as três vezes em que foi indicada, entre 2007 e 2010. É, a par do grupo Coldplay, a única banda ou artista a receber este prêmio em pelo menos duas vezes consecutivas. Depois da reinstituição do prêmio para Melhor Artista de Música Alternativa, o projeto dos irmãos Jared e Shannon Leto deixou de ser indicado para a categoria de Melhor Artista Rock, tendo vencido o primeiro prêmio quatro vezes.

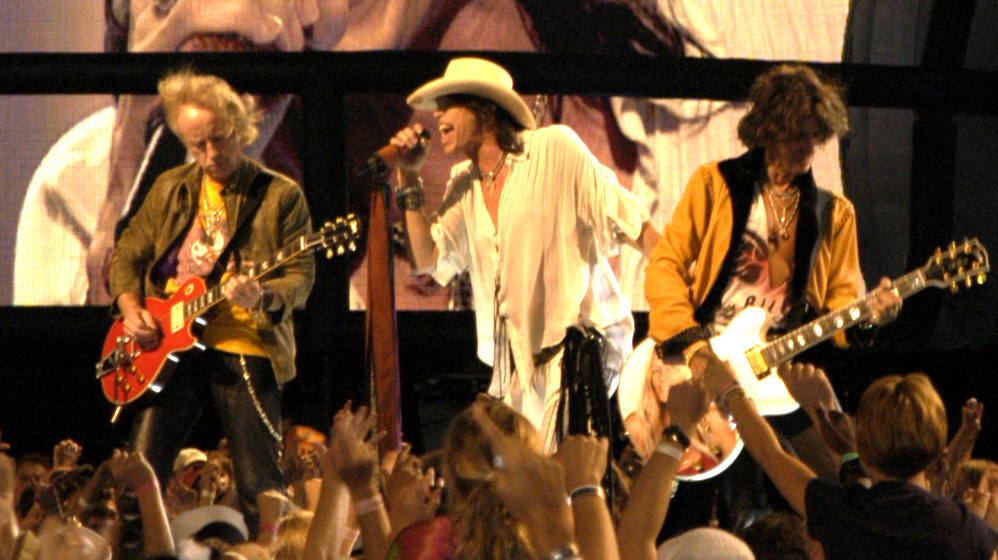
Os veteranos Aerosmith foram os vencedores inaugurais desta categoria, tendo ganhado o prêmio duas vezes, tendo a última sido em 1998.

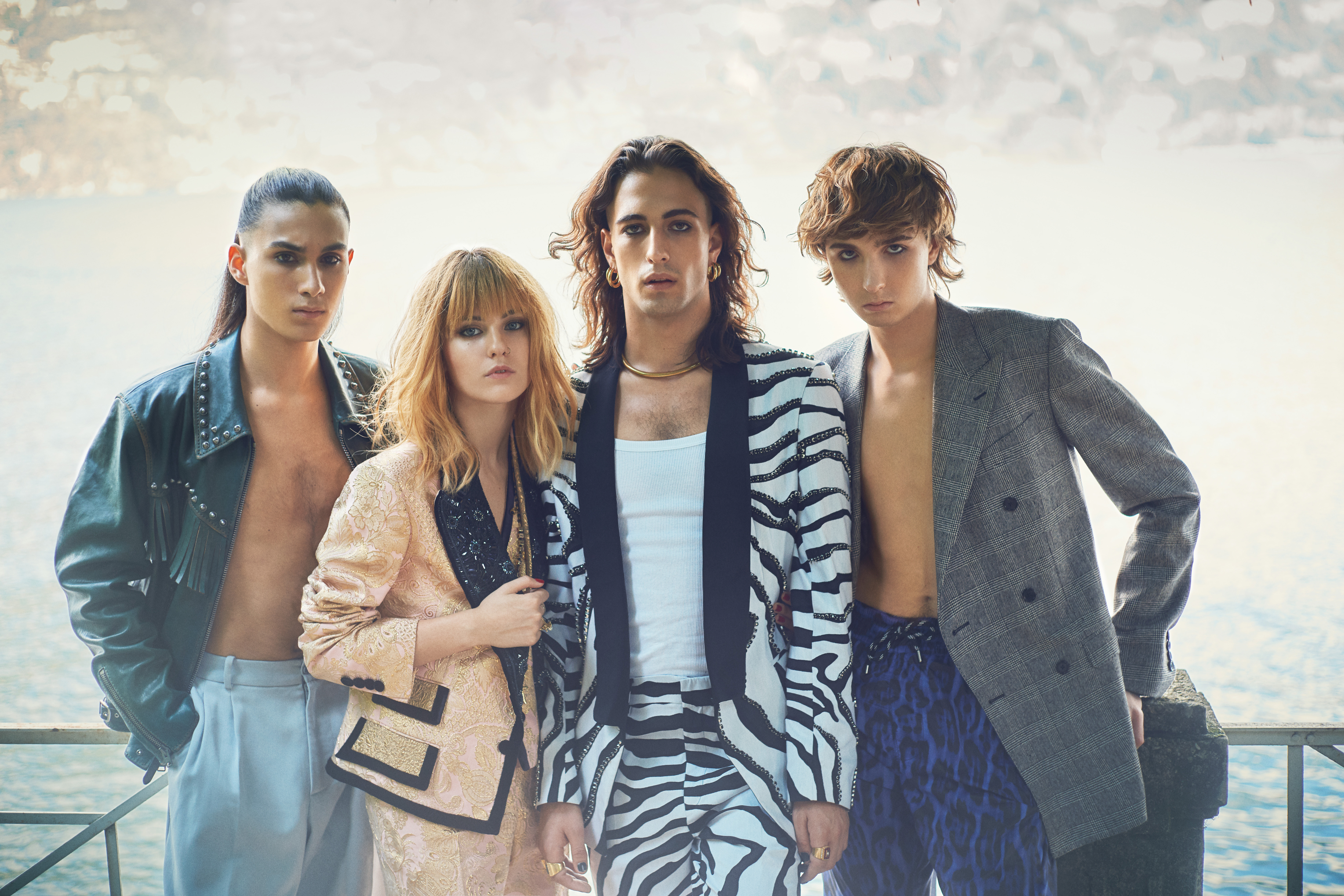
A banda italiana Måneskin venceu duas vezes. São os maiores vencedores da década de 2020 até agora. São também os únicos músicos provenientes de um país não-anglófono a receberem o prêmio de Melhor Artista Rock.

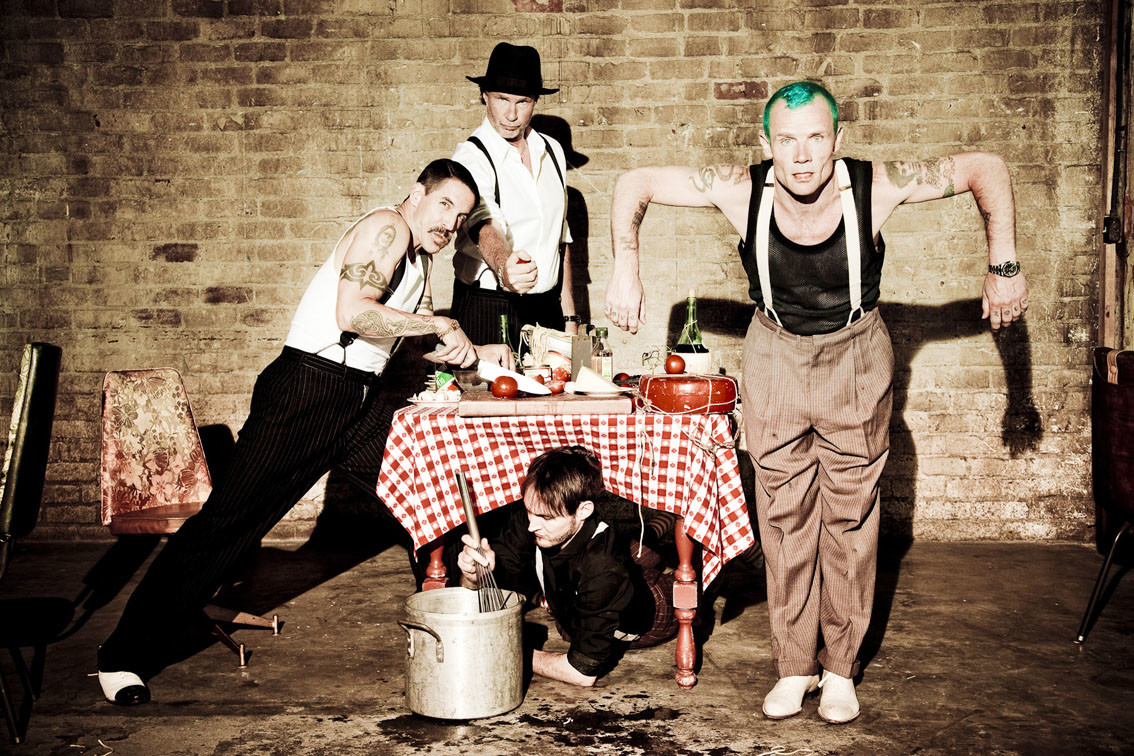
O grupo americano Red Hot Chili Peppers foi indicado dez vezes, entre 1999 e 2023, tendo-lhe sido atribuído o prêmio em duas dessas ocasiões (em 2000 e 2022).

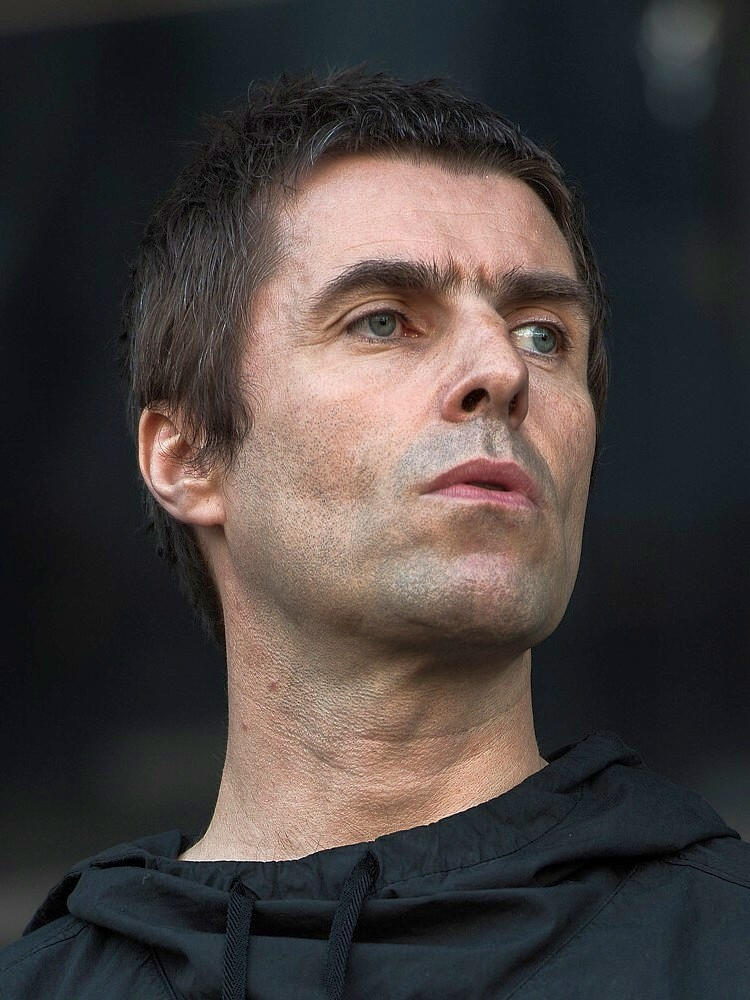
Liam Gallagher, que já tinha recebido o prêmio em 1997 enquanto membro da banda Oasis, é o único artista solo que foi votado como o Melhor Artista Rock, neste caso em 2024.

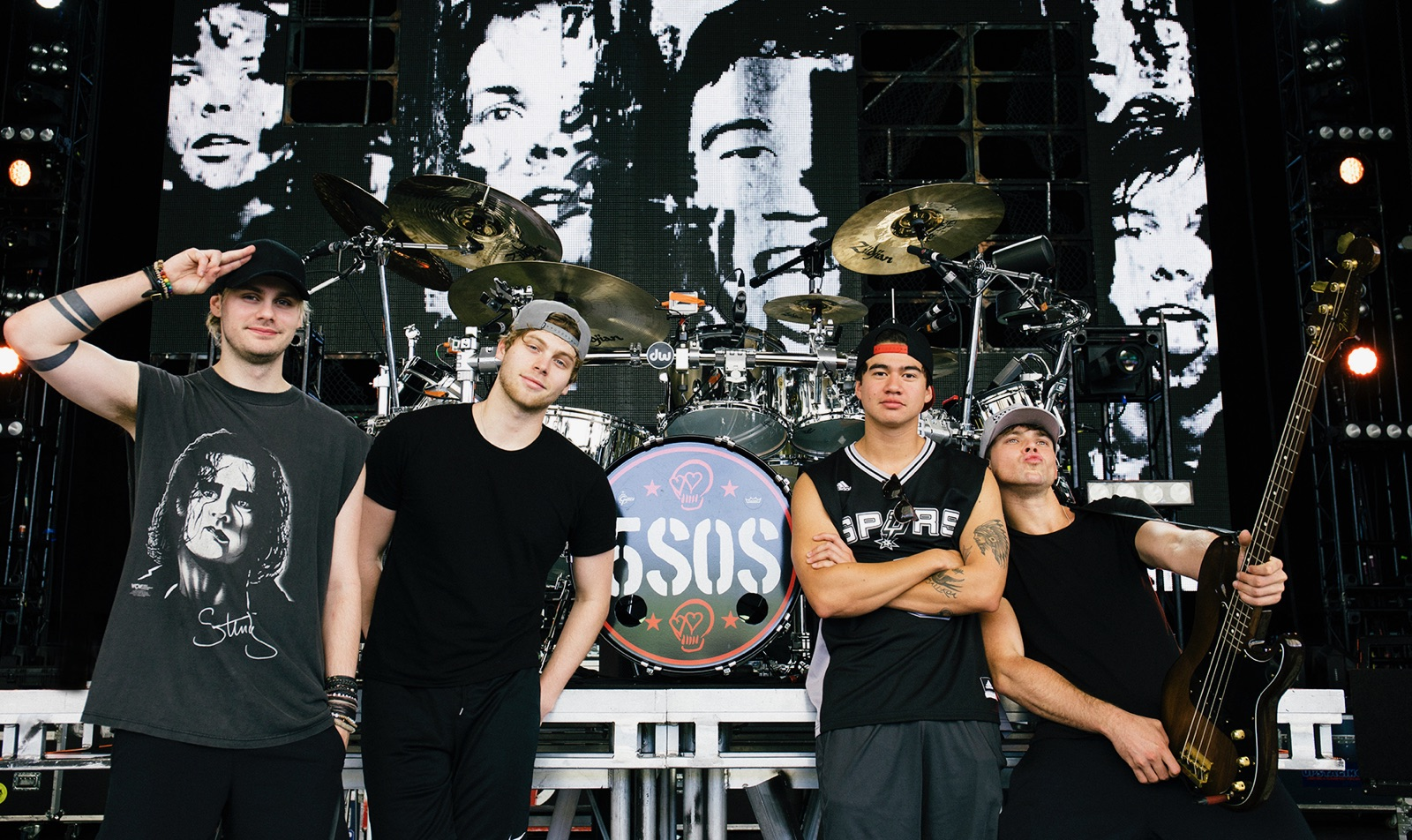
Para além do grupo Måneskin, a banda 5 Seconds of Summer é o único grupo formado na década de 2010 a vencer este prêmio, também sendo os únicos australianos galardoados com o mesmo.

O MTV Europe Music Award para Melhor Artista Rock (original: MTV Europe Music Award for Best Rock) é uma categoria fixa do MTV Europe Music Awards (MTV EMA). Criada na primeira edição do MTV EMA, em 1994, é, conjuntamente com o MTV EMA para Melhor Canção, o único prémio do MTV EMA que foi entregue em todas as edições.
Em 2002, para além da categoria para Melhor Artista Rock, foi introduzido o prémio para Melhor Artista Hard Rock, que não regressou depois. 
Em 2007 e 2008, como parte de uma reformulação das categorias do MTV EMA, a categoria passou a se chamar "Rock Out". Em 2009, voltou ao seu nome original.  
Em 2020, esta categoria passou a integrar seis indicados. Em 2024, foram sete os indicados. 
A banda americana Linkin Park, a banda britânica Coldplay e a banda americana Green Day são as maiores vencedoras da categoria, com quatro prêmios cada uma. Para além disso, em 2002 o Linkin Park também venceu o prêmio de Melhor Artista Hard Rock, na única edição em que o mesmo foi entregue. A banda americana Thirty Seconds to Mars venceu o prêmio três vezes. Já a banda americana Aerosmith, a banda americana Red Hot Chili Peppers e a banda italiana Måneskin foram votadas como os melhores artistas de rock duas vezes cada. À data de 2024, a banda Coldplay detém o recorde de indicações, com onze, e a banda americana Foo Fighters é quem mais indicações recebeu sem vencer o prêmio em nenhuma das edições do MTV EMA, com um total de dez indicações.
Alguns dos vencedores (Muse ou Thirty Seconds to Mars) desta categoria, assim como alguns dos indicados (The 1975, Arctic Monkeys, The Black Keys, Fall Out Boy, Franz Ferdinand, The Killers, Korn, Imagine Dragons, My Chemical Romance, Paramore, Panic! at the Disco, The Strokes, Tame Impala e The White Stripes), já foram indicados para a categoria de Melhor Artista de Música Alternativa.
Geralmente, os indicados a esta categoria são bandas ou artistas que tiveram o seu primeiro êxito e o seu pico de sucesso comercial antes da década de 2010, sendo a banda italiana Måneskin, a banda americana The Black Keys, a banda inglesa Royal Blood, a banda australiana 5 Seconds of Summer, o projeto australiano Tame Impala, a banda americana Imagine Dragons e a banda britânica The 1975 as únicas exceções (Liam Gallagher, indicado quatro vezes entre 2019 e 2024, iniciou a sua carreira a solo em 2017, mas alcançou o seu maior nível de sucesso na década de 1990, como parte da banda Oasis). De entre todos esses artistas, os únicos a vencerem esta categoria foram os grupos 5 Seconds of Summer e Måneskin.
| Ano      | Vencedor               | Nomeados                                                                          |
| -------- | ---------------------- | --------------------------------------------------------------------------------- |
| 1994     | Aerosmith              | - Therapy?                                                                        |
| 1995     | Bon Jovi               | - Therapy?                                                                        |
| 1996     | The Smashing Pumpkins  | - Oasis                                                                           |
| 1997     | Oasis                  | - Skunk Anansie                                                                   |
| 1998     | Aerosmith              | - The Smashing Pumpkins                                                           |
| 1999     | The Offspring          | - Red Hot Chili Peppers                                                           |
| 2000     | Red Hot Chili Peppers  | - Limp Bizkit                                                                     |
| 2001     | Blink 182              | - U2                                                                              |
| 2002     | Red Hot Chili Peppers  | - U2                                                                              |
| 2003     | The White Stripes      | - Red Hot Chili Peppers                                                           |
| 2004     | Linkin Park            | - Red Hot Chili Peppers                                                           |
| 2005     | Green Day              | - U2                                                                              |
| 2006     | The Killers            | - The Strokes                                                                     |
| 2007     | Thirty Seconds to Mars | - My Chemical Romance                                                             |
| 2008 [a] | Thirty Seconds to Mars | - Slipknot                                                                        |
| 2009     | Green Day              | - U2                                                                              |
| 2010     | Thirty Seconds to Mars | - Kings of Leon - Linkin Park - Muse - Ozzy Osbourne                              |
| 2011     | Linkin Park            | - Coldplay - Foo Fighters - Kings of Leon - Red Hot Chili Peppers                 |
| 2012     | Linkin Park            | - Coldplay - Green Day - The Killers - Muse                                       |
| 2013     | Green Day              | - Black Sabbath - The Killers - Kings of Leon - Queens of The Stone Age           |
| 2014     | Linkin Park            | - Arctic Monkeys - The Black Keys - Coldplay - Imagine Dragons                    |
| 2015     | Coldplay               | - Foo Fighters - Muse - Royal Blood - AC/DC                                       |
| 2016     | Coldplay               | - Green Day - Metallica - Muse - Red Hot Chili Peppers                            |
| 2017     | Coldplay               | - Foo Fighters - Royal Blood - The Killers - U2                                   |
| 2018     | 5 Seconds of Summer    | - Foo Fighters - Imagine Dragons - Muse - U2                                      |
| 2019     | Green Day              | - Imagine Dragons - Liam Gallagher - Panic! at the Disco - The 1975               |
| 2020     | Coldplay               | - Green Day - Liam Gallagher - Pearl Jam - Tame Impala - The Killers              |
| 2021     | Måneskin               | - Coldplay - Foo Fighters - Imagine Dragons - Kings of Leon - The Killers         |
| 2022     | Muse                   | - Foo Fighters - Måneskin - Red Hot Chili Peppers - Liam Gallagher - The Killers  |
| 2023     | Måneskin               | - Arctic Monkeys - Foo Fighters - Metallica - Red Hot Chili Peppers - The Killers |
| 2024     | Liam Gallagher         | - Bon Jovi - Coldplay - Green Day - Kings of Leon - Lenny Kravitz - The Killers   |

## Artistas com múltiplas vitórias e indicações
| Vitórias | Artista                |
| -------- | ---------------------- |
| 5*       | Linkin Park            |
| 4        | Coldplay               |
| 4        | Green Day              |
| 3        | Thirty Seconds to Mars |
| 2        | Aerosmith              |
| 2        | Måneskin               |
| 2        | Red Hot Chili Peppers  |

*Inclui a categoria Melhor Artista de Hard Rock (2002)
| Indicações | Artista                |
| ---------- | ---------------------- |
| 11*        | Linkin Park            |
| 11         | Coldplay               |
| 10         | Foo Fighters           |
| 10         | Green Day              |
| 10         | Red Hot Chili Peppers  |
| 8          | The Killers            |
| 6          | Kings of Leon          |
| 6          | Metallica              |
| 6          | Muse                   |
| 6          | U2                     |
| 5          | Bon Jovi               |
| 4          | Imagine Dragons        |
| 4          | Liam Gallagher         |
| 3          | Aerosmith              |
| 3          | Måneskin               |
| 3          | Thirty Seconds to Mars |
| 2*         | Korn                   |
| 2          | Arctic Monkeys         |
| 2          | Good Charlotte         |
| 2          | Evanescence            |
| 2          | Lenny Kravitz          |
| 2          | Limp Bizkit            |
| 2          | Marilyn Manson         |
| 2          | Oasis                  |
| 2          | The Offspring          |
| 2          | Royal Blood            |
| 2          | The Smashing Pumpkins  |
| 2          | Therapy?               |

*Inclui a categoria Melhor Artista de Hard Rock (2002)